# Орада
Ора́да (порт. Orada) — фрегезия (район) в муниципалитете Борба округа Эвора в Португалии. Территория — 50,83 км². Население — 878 жителей. Плотность населения — 17,3чел/км².